# ناگلد
شهر ناگلد (به آلمانی: Nagold) در ایالت بادن-وورتمبرگ در کشور آلمان واقع شده‌است.